# Orzocco II de Lacon-Zori
Orzocco II, chiamato anche Onroco o Orsocorre (XI secolo – 1122), fu giudice del Regno di Arborea agli inizi del XII secolo.

## Biografia
Era il figlio ed il successore di Torbeno e di Anna de Lacon.
In una pergamena sottoscritta da lui, alla nonna Nivata fu garantito il diritto di disporre dei due castelli di "Nurage Nigellu" e "Massone de Capras" che lei stessa fece costruire secondo i propri desideri. Lei li cedette al Sacro Romano Impero a patto che non fossero venduti. Ciò suggerisce il riconoscimento della sovranità dell'impero ad Arborea in quel periodo.
La moglie di Orzocorre era Maria Orvu (od Orrù) e suo figlio, nonché successore, fu Comita I.